# Гокс-Гайтс
Гокс-Гайтс — це крижаний кратер, що піднімається на 2000 метрів у південній частині острова Кульмана в морі Росса, Антарктида, і є найвищою точкою острова.
Ця вершина була названа Новозеландською антарктичною дослідною геологічною експедицією (англ. NZGSAE) 1958–59 років на честь капітана військово-морського флоту США Вільяма М. Гокса (англ. William M. Hawkes), який взяв провідну участь у ранніх повітряних операціях на полі Вільямса поблизу станції Мак-Мердо, включаючи аерофотозйомку великих просторів, розвідувальні польоти та першу посадку літака на Південному полюсі.
Він був командиром одного з двох літаків, які здійснили перший історичний політ з Крайстчерча на станцію Мак-Мердо 17 грудня 1955 року. Його повітряні фотографії стали важливими для дослідження експедицією NZGSAE цієї частини Землі Вікторії.
На честь В.Гокса також названа гора Гокса на уступі Вашінгтона, до відкриття якої він був причетний, перебуваючи у складі ескадрильї VX-6 у 1955–56 роках.